# 五味川純平
五味川 純平（ごみかわ じゅんぺい、1916年（大正5年）3月15日 - 1995年（平成7年）3月8日）は、日本の小説家。本名︰栗田 茂（くりた しげる）。

## 来歴

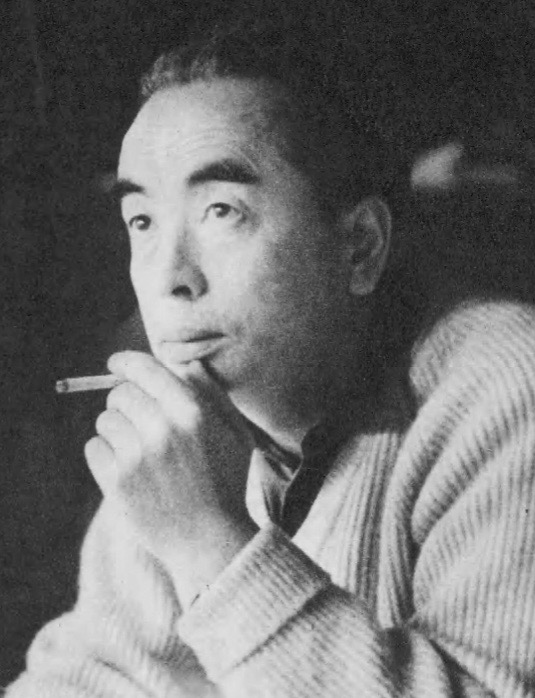
『新刊展望』1963年2月1日号より。

関東州・大連生まれ。東京商科大学（現一橋大学）に入学するも1年で中退し、東京外国語学校（現東京外国語大学）英文科入学。同校在学中に、治安維持法違反の疑いで検挙されるが、その後卒業し、満州鞍山の昭和製鋼所に入社する。ここで隅谷三喜男と知り合う。1943年召集を受け、満州東部国境各地を転々とした。1945年8月のソ連軍の満州侵攻時には、所属部隊はソ連軍部隊の攻撃を受けて全滅に近く、生存者は五味川以下数名で、捕虜となる。
1948年の復員後、自らの従軍体験を基にして1956年に発表した『人間の條件』が1,300万部を超える大ベストセラーとなり、一躍人気作家となる。その後も『戦争と人間』『御前会議』『ノモンハン』『ガダルカナル』など、数々の戦争文学を世に問うた。『人間の條件』はのちに映画化やドラマ化、『戦争と人間』は映画化されている。映像化された作品には1962年に発表された『孤独の賭け』など戦後の復興期を舞台にした作品もある。
1978年、第26回菊池寛賞を受賞。
1995年、脳梗塞のため死去。78歳没。

## 著書

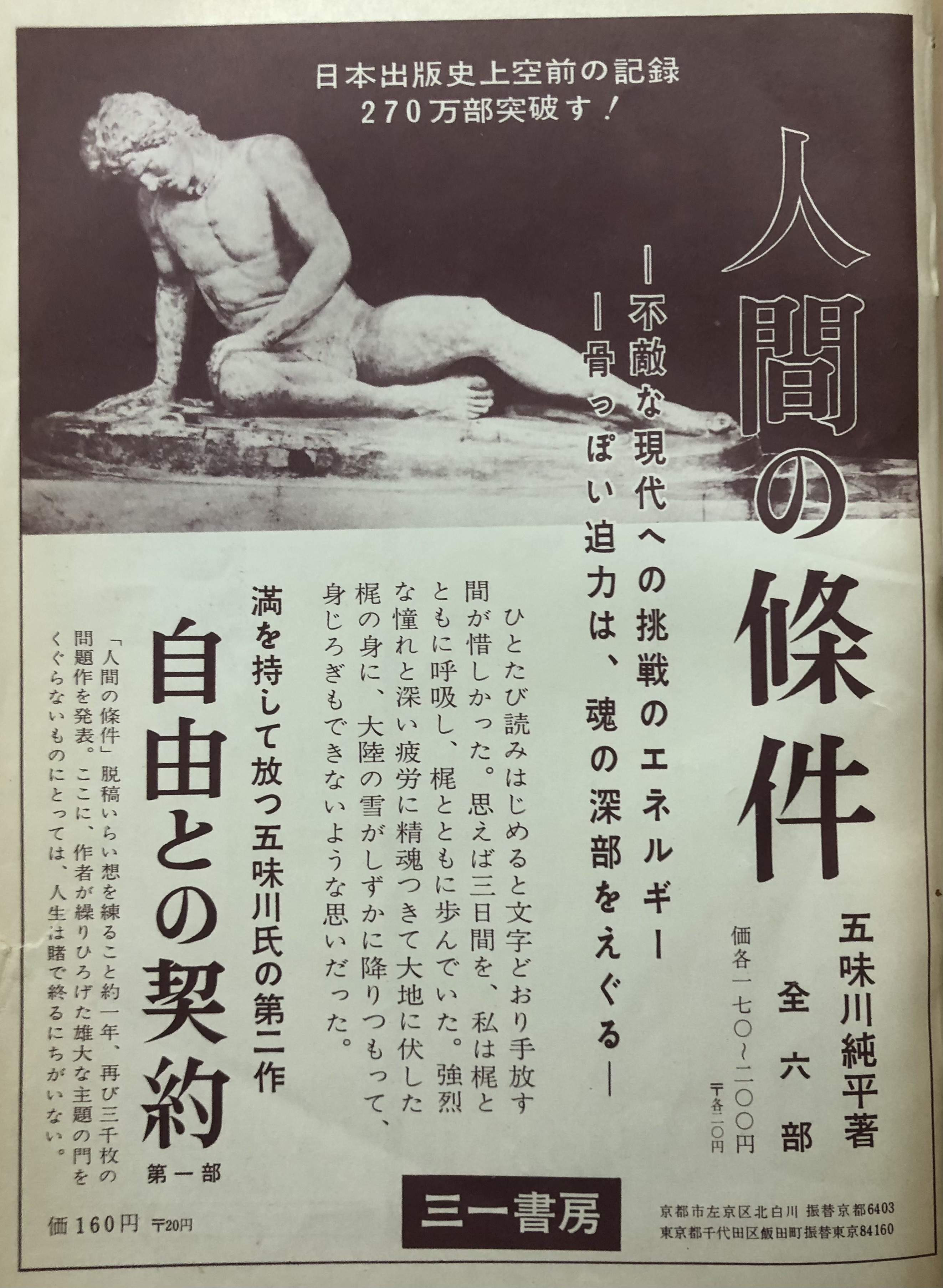
『人間の條件』と『自由との契約』の広告。『朝日ジャーナル』1959年3月15日号（創刊号）に掲載されたもの。

- 『人間の條件』全6部 三一新書 1956-1958年、新版1974年
三一書房 全3部 1978年、のち文春文庫全6巻、岩波現代文庫全3巻
映画版は『人間の條件 (映画)』を参照。
テレビドラマは『人間の條件#ドラマ』を参照。
- 『自由との契約』全6部 三一新書 1958-1960年　のち三一書房、角川文庫 各全3巻
- 『歴史の実験』 中央公論社 1959年  のち角川文庫
- 『アスファルトジャングル』中央公論社 1960年
- 『巨きな約束の土地 ソ連紀行』河出書房新社 1962年
- 『孤独の賭け』全3部 三一新書 1962-1963、のち三一書房全1巻、角川文庫、幻冬舎文庫 各全3巻
- 『人間の朝 東アフリカ紀行』 河出書房新社 1964年
- 『戦争と人間』 全18巻 三一新書 1965-1982年　のち光文社文庫全9巻
映画版は『戦争と人間 (映画)』を参照。
- 『虚構の大義 関東軍私記』文藝春秋 1973年　のち文庫
- 『極限状況における人間』三一書房 1973年
- 『ノモンハン』文藝春秋 1975年　のち文春文庫上下
- 『この堅き肉』三一書房 1975年
- 『御前会議』文藝春秋 1978年　のち文庫
- 『ガダルカナル』文藝春秋 1980年　のち文庫
- 『五味川純平著作集』全20巻 三一書房 1983-1985年
- 『怒り、八つ当たり』三一新書 1985年
- 『「神話」の崩壊 関東軍の野望と破綻』文藝春秋 1988年　のち文庫
- 『戦記小説集』文藝春秋 1990年　のち文庫